# برنامه مرزهای نو

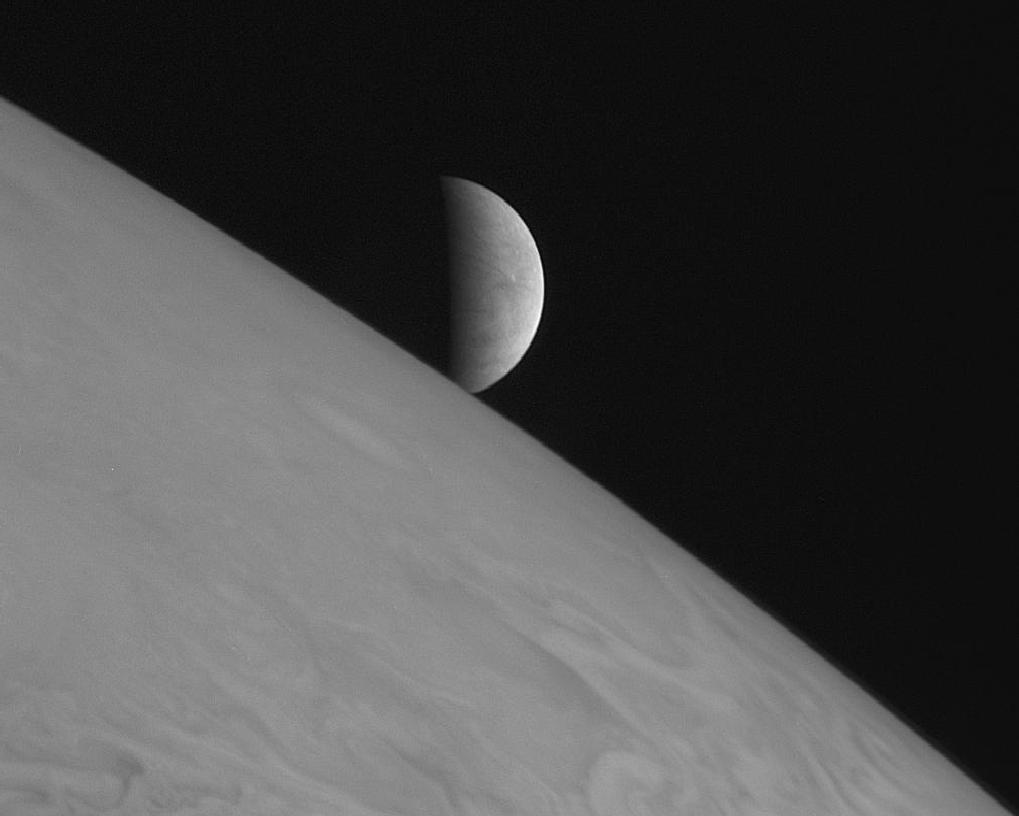
اروپا، یکی از ماه‌های گالیله‌ای مشتری از دیدگاه نیوهورایزنز

برنامهٔ مرزهای نو (به انگلیسی: New Frontiers program) شامل یک سری از ماموریت‌های فضایی است که توسط ناسا با هدف کاوشگری چندین سیارهٔ منظومهٔ شمسی از جمله مشتری، زهره، و سیارهٔ کوتولهٔ پلوتو برنامه‌ریزی شده‌است. ناسا دانشمندان داخلی و نیز بین‌المللی را به ارائهٔ پیشنهادهایشان در این زمینه تشویق می‌کند.
هم‌اکنون دو مأموریت از برنامهٔ مرزهای نو در فضا در جریان است. نیوهورایزنز که در ۱۹ ژانویهٔ ۲۰۰۶میلادی و فضاپیمای جونو که در ۵ اوت ۲۰۱۱ روانهٔ فضا شد. همچنین اسیریس-رکس که برای بررسی سیارک‌ها و نمونه برداری از سوی ناسا برای پرتاب در سال ۲۰۱۶ میلادی آماده می‌شود سومین مأموریت برنامهٔ مرزهای نو است.